# سیاد کایتاز
سیاد کایتاز (انگلیسی: Sead Kajtaz؛ زادهٔ ۱۴ فوریهٔ ۱۹۶۳) بازیکن فوتبال اهل یوگسلاوی بود.
از باشگاه‌هایی که در آن بازی کرده‌است می‌توان به باشگاه فوتبال نورنبرگ اشاره کرد.
وی همچنین در تیم ملی فوتبال یوگسلاوی بازی کرده‌است.